# Histocidaris purpurata
Histocidaris purpurata is een zee-egel uit de familie Histocidaridae.
De wetenschappelijke naam van de soort werd in 1872 gepubliceerd door Charles Wyville Thomson.